# Irene Rich

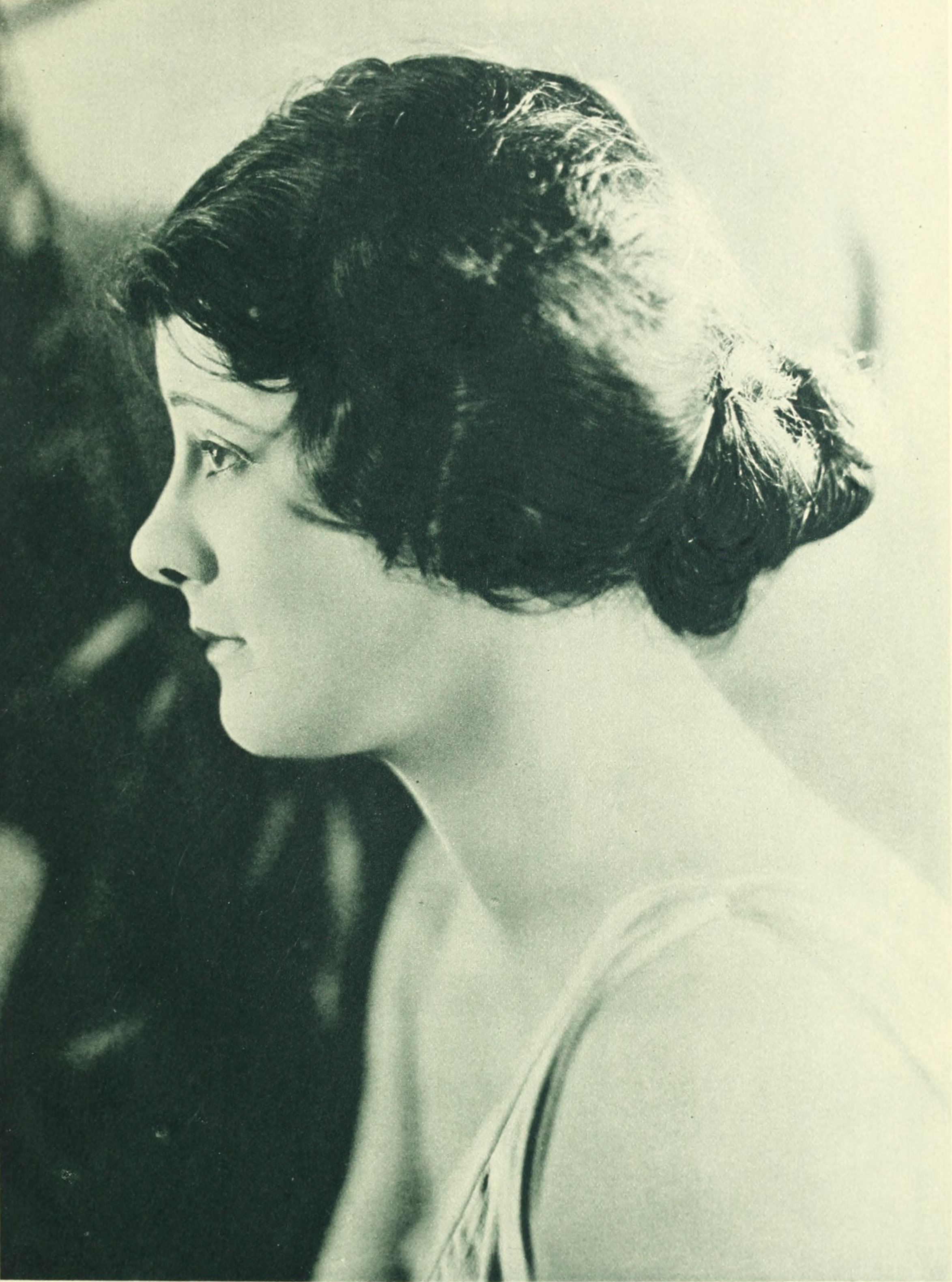
Retrat del 1918, quan començava la seva carrera

Irene Rich (Buffalo, 13 d'octubre de 1891 – Santa Bàrbara (Califòrnia), 22 d'abril de 1988) va ser una actriu de cinema amb una carrera de 30 anys que avarca el cinema mut i també el sonor en el que principalment va fer papers menors i posteriorment també realitza una exitosa carrera com a actriu de serials a la ràdio.

## Biografia
El seu nom de soltera era Irene Frances Luther. Els seus pares eren William Martin Luther i Mabel A. Luther (Robinson de soltera). És va educar en l'escola per a noies “St. Margaret’s School” de Buffalo i es va casar dues vegades, als 17 i als 20 anys, abans de començar com a extra en el cinema el 1918. Amb el seu segon marit s'havien traslladat a San Francisco i ella treballava com a agent de la propietat immobiliària. Els seu primer paper com a extra va ser a “Stella Maris”. (1918). El seu primer paper amb una certa substància va ser pocs mesos després a “The Girl in His House” (1918). Aviat es va convertir en la co-protagonista de moltes de les pel·lícules de Will Rogers. Es poden destacar “Water, Water, Everywhere” (1920), “The Strange Boarder” (1920), “Jes 'Call Me Jim” (1920), “Boys Will Be Boys” (1921) i “The Ropin 'Fool” (1922). Altres pel·lícules d'aquella època foren “Desperate Trails” (1921) amb Harry Carey, "The Trap" (1922) amb Lon Chaney o "Beau Brummell" (1924) amb John Barrymore.
El 1924, al cim de la seva popularitat, va ser contractada per la Warner per una xifra de “quatre zeros” que contrastava amb els 3 dòlars diaris que guanyava tot just sis anys abans. Una de les seves primeres pel·lícules amb la Warner va ser “Lady Windermere's Fan” (1925) d'Ernst Lubitsch. A partir dels anys 30 la majoria dels seus papers eren de mare o esposa. Aleshores, quan en el cinema només era contractada per a papers menors, Rich va començar una carrera d'èxit en el món de la ràdio amb “The Irene Rich Show” i els serials “The Irene Rich Dramas”, acabant retirant-se el 1950. Va morir d'un atac de cor a Hope Ranch (Santa Barbara) el 22 d'abril de 1988.

## Filmografia
- Stella Maris (1918)
- A Desert Wooing (1918)
- The Girl in His House (1918)
- A Law Unto Herself  (1918)
- Todd of the Times (1919)
- A Man in the Open (1919)
- The Silver Girl (1919)
- Castles in the Air (1919)
- The Lone Star Ranger (1919)
- The Sneak (1919)
- The Blue Bonnet (1919)
- Wolves of the Night (1919)
- Her Purchase Price (1919)
- The Spite Bride (1919)
- Water, Water, Everywhere (1920)
- The Street Called Straight (1920)
- The Strange Boarder (1920)
- Jes' Call Me Jim (1920)
- Stop Thief (1920)
- Just Out of College (1920)
- Godless Men (1920)
- Sunset Jones (1921)
- One Man in a Million (1921)
- Boys Will Be Boys (1921)
- A Tale of Two Worlds (1921)
- A Voice in the Dark (1921)
- Desperate Trails (1921)
- The Invisible Power (1921)
- The Poverty of Riches (1921)
- The Call of Home (1922)
- Strength of the Pines (1922)
- The Trap (1922)
- One Clear Call (1922)
- A Fool There Was (1922)
- The Yosemite Trail (1922)
- The Ropin' Fool (1922)
- Brawn of the North (1922)
- While Justice Waits (1922)
- The Marriage Chance (1922)
- Fruits of Faith (1922)
- Dangerous Trails (1923)
- Brass (1923)
- Snowdrift (1923)
- Michael O'Halloran (1923)
- Yesterday's Wife (1923)
- Rosita (1923)
- Defying Destiny (1923)
- Lucretia Lombard (1923)
- Boy of Mine (1924)
- What the Butler Saw (1924)
- Pal o' Mine (1924)
- Beau Brummell (1924)
- Cytherea (1924)
- Being Respectable (1924)
- Captain January (1924)
- A Woman Who Sinned (1924)
- Behold This Woman (1924)
- This Woman (1924)
- A Lost Lady (1924)
- My Wife and I (1925)
- The Man Without a Conscience (1925)
- Eve's Lover (1925)
- The Wife Who Wasn't Wanted (1925)
- Compromise (1925)
- Pleasure Buyers (1925)
- Lady Windermere's Fan (1925)
- Silken Shackles (1926)
- The Honeymoon Express (1926)
- My Official Wife (1926)
- Don't Tell the Wife (1927)
- The Climbers (1927)
- Dearie (1927)
- The Desired Woman (1927)
- The Silver Slave (1927)
- Beware of Married Men (1928)
- Across the Atlantic (1928)
- Powder My Back (1928)
- Craig's Wife (1928)
- The Perfect Crime (1928)
- Women They Talk About (1928)
- Ned McCobb's Daughter (1928)
- Shanghai Rose (1929)
- Daughters of Desire (1929)
- The Exalted Flapper (1929)
- They Had to See Paris (1929)
- So This Is London (1930)
- On Your Back (1930)
- Check and Double Check (1930)
- Beau Ideal (1931)
- Father's Son (1931)
- Strangers May Kiss (1931)
- Five and Ten (1931)
- The Mad Parade (1931)
- Wicked (1931)
- The Champ (1931)
- Down to Earth (1932)
- Her Mad Night (1932)
- Manhattan Tower (1932)
- Spitfire (1934) (escenes eliminades)
- Hollywood Handicap (1938)
- That Certain Age (1938)
- The Right Way (1939)
- Everybody's Hobby (1939)
- The Mortal Storm (1940)
- The Lady in Question (1940)
- Queen of the Yukon (1940)
- Keeping Company (1940)
- Three Sons o' Guns (1941)
- This Time for Keeps (1942)
- Calendar Girl (1947)
- Angel and the Badman (1947)
- New Orleans (1947)
- Fort Apache (1948)
- Joan of Arc (1948)